# Cypriotisch voetbalkampioenschap 2013/14
Het seizoen 2013-2014 van de Cypriotisch voetbalkampioenschap is het 76e seizoen van de hoogste Cypriotische voetbalcompetitie. Het seizoen begon op 31 augustus 2013 en eindigde op 31 mei 2014. Aan de competitie namen veertien clubs deel. APOEL FC was de titelverdediger. APOEL FC werd kampioen voor de 23e keer.

## Stadions
| Club         | Locatie          | Stadion                     | Capaciteit |
| ------------ | ---------------- | --------------------------- | ---------- |
| AEK Kouklia  | Kouklia, Paphos  | Pafiako Stadium             | 9,394      |
| AEK Larnaca  | Larnaca          | GSZ Stadium                 | 13,032     |
| AEL          | Limassol         | Tsirion Stadium             | 13,331     |
| Alki         | Larnaca          | GSZ Stadium                 | 13,032     |
| Anorthosis   | Larnaca          | Antonis Papadopoulosstadion | 10,230     |
| APOEL        | Nicosia          | GSP Stadium                 | 22,859     |
| Apollon      | Limassol         | Tsirion Stadium             | 13,331     |
| Aris         | Limassol         | Tsirion Stadium             | 13,331     |
| Doxa         | Peristerona      | Makariostadion              | 16,000     |
| Enosis       | Paralimni        | Tasos Markou Stadium        | 5,800      |
| Ermis        | Aradippou        | Ammochostosstadion          | 5,500      |
| Ethnikos     | Achna, Famagusta | Dasaki Stadium              | 7,000      |
| Nea Salamina | Larnaca          | Ammochostos Stadium         | 5,500      |
| Omonia       | Nicosia          | GSP Stadium                 | 22,859     |

## Club sponsors & Personelen
| Club         | Trainer                 | Aanvoerder            | T-shirt     | T-shirt sponsor              |
| ------------ | ----------------------- | --------------------- | ----------- | ---------------------------- |
| AEK Kouklia  | Stavros Fitides         | Alexandros Garpozis   | Kappa       | Christakis Petrakidis & Sons |
| AEK Larnaca  | Floros Nicolaou         | Giannis Skopelitis    | Umbro       | CytaVision                   |
| AEL          | Ivaylo Petev            | Marios Nicolaou       | Nike        | CytaVision                   |
| Alki         | Vesko Mihajlović        | Demetris Stylianou    | GEMS        | —                            |
| Anorthosis   | Nikos Kostenoglou       | Christos Marangos     | Puma        | CytaMobile-Vodafone          |
| APOEL        | Giorgos Donis           | Marinos Satsias       | Puma        | MTN                          |
| Apollon      | Christakis Christoforou | Giorgos Merkis        | Macron      | CYTA                         |
| Aris         | Ton Caanen              | Dušan Kerkez          | Kappa       | Cytanet                      |
| Doxa         | Demetris Ioannou        | Abel Pereira          | Kappa       | Cytanet                      |
| Enosis       | Nikos Andronikou        | Giorgos Kolanis       | Umbro       | CYTA                         |
| Ermis        | Nicos Panayiotou        | Andreas Papathanasiou | Legea       | CYTA                         |
| Ethnikos     | Apostolos Makrides      | Christos Poyiatzis    | Uhlsport    | CYTA                         |
| Nea Salamina | Neophytos Larkou        | Giorgos Panagi        | Tempo Sport | CytaMobile-Vodafone          |
| Omonia       | Kostas Kaiafas          | Georgios Efrem        | Nike        | CytaMobile-Vodafone          |

## Trainerswijzingen
| Team         | trainer                   | Wijze van vertrek            | Datum of vacant  | tabel         | vervanger            | Datum van Vervanger |
| ------------ | ------------------------- | ---------------------------- | ---------------- | ------------- | -------------------- | ------------------- |
| Anorthosis   | Christos Kassianos        | Ontslag genomen              | 13 Augustus 2013 | Voorbereiding | Jorge Costa          | 17 Augustus 2013    |
| Nea Salamina | Apostolos Charalambidis   | Ontslag genomen              | 7 September 2013 | 12th          | Dimitris Kalaitzidis | 11 September 2013   |
| APOEL        | Paulo Sérgio              | Ontslagen                    | 4 Oktober 2013   | 5th           | Giorgos Donis        | 11 Oktober 2013     |
| Enosis       | Saša Jovanović            | wederzijdse toestemming      | 6 Oktober 2013   | 13th          | Marios Karas         | 13 Oktober 2013     |
| AEL          | Lito Vidigal              | wederzijdse toestemming      | 22 Oktober 2013  | 4th           | Ivaylo Petev         | 25 Oktober 2013     |
| Aris         | Tasos Kyriakou            | wederzijdse toestemming      | 25 Oktober 2013  | 11th          | Ton Caanen           | 26 Oktober 2013     |
| Enosis       | Marios Karas              | wederzijdse toestemming      | 25 November 2013 | 13th          | Nikos Andronikou     | 28 November 2013    |
| AEK Larnaca  | Dimitrios Eleftheropoulos | wederzijdse toestemming      | 16 December 2013 | 9th           | Floros Nicolaou      | 17 December 2013    |
| Omonia       | Toni Savevski             | Ontslagen                    | 18 December 2013 | 6th           | Miguel Ángel Lotina  | 1 Januari 2014      |
| Ethnikos     | Nikos Kolompourdas        | Ontslagen                    | 2 Januari 2014   | 10th          | Stavros Papadopoulos | 2 Januari 2014      |
| Ethnikos     | Stavros Papadopoulos      | Ontslagen                    | 7 Januari 2014   | 11th          | Apostolos Makrides   | 7 Januari 2014      |
| Nea Salamina | Dimitris Kalaitzidis      | wederzijdse toestemming      | 15 Januari 2014  | 9th           | Neophytos Larkou     | 16 Januari 2014     |
| Doxa         | Loukas Hadjiloukas        | Ontslag genomen              | 19 Januari 2014  | 8th           | Sofoklis Sofokleous  | 21 Januari 2014     |
| Anorthosis   | Jorge Costa               | wederzijdse toestemming      | 30 Januari 2014  | 5th           | Nikos Kostenoglou    | 6 Februari 2014     |
| Omonia       | Miguel Ángel Lotina       | Ontslagen                    | 6 Februari 2014  | 6th           | Kostas Kaiafas       | 12 Maart 2014       |
| Alki         | Kostas Kaiafas            | Contract getekend bij Omonia | 12 Maart 2014    | 14th          | Vesko Mihajlović     | 13 Maart 2014       |
| Doxa         | Sofoklis Sofokleous       | wederzijdse toestemming      | 9 April 2014     | 9th           | Demetris Ioannou     | 9 April 2014        |
| AEK Kouklia  | Demetris Ioannou          | Contract getekend bij Doxa   | 9 April 2014     | 12th          | Stavros Fitides      | 9 April 2014        |

## Eerste ronde

### Tabel
| Pos | Team                      | Wed | W  | G  | V  | Ptn | DV | DT | +/− | Kwalificatie of degradatie           |
| --- | ------------------------- | --- | -- | -- | -- | --- | -- | -- | --- | ------------------------------------ |
| 1   | AEL Limassol              | 26  | 19 | 5  | 2  | 62  | 48 | 16 | +32 | gekwalificeerd voor Kampioengroep    |
| 2   | Apollon Limassol          | 26  | 19 | 2  | 5  | 59  | 47 | 19 | +28 | gekwalificeerd voor Kampioengroep    |
| 3   | APOEL                     | 26  | 18 | 5  | 3  | 59  | 56 | 18 | +38 | gekwalificeerd voor Kampioengroep    |
| 4   | Ermis Aradippou           | 26  | 15 | 7  | 4  | 52  | 44 | 28 | +16 | gekwalificeerd voor Kampioengroep    |
| 5   | Omonia Nicosia            | 26  | 13 | 8  | 5  | 47  | 45 | 22 | +23 | gekwalificeerd voor Kampioengroep    |
| 6   | Anorthosis Famagusta      | 26  | 11 | 5  | 10 | 38  | 46 | 36 | +10 | gekwalificeerd voor Kampioengroep    |
| 7   | AEK Larnaca               | 26  | 10 | 7  | 9  | 37  | 37 | 28 | +9  | gekwalificeerd voor degradatie groep |
| 8   | Nea Salamis Famagusta     | 26  | 12 | 2  | 12 | 35  | 26 | 31 | −5  | gekwalificeerd voor degradatie groep |
| 9   | Doxa Katokopias           | 26  | 7  | 7  | 12 | 28  | 33 | 45 | −12 | gekwalificeerd voor degradatie groep |
| 10  | Ethnikos Achna            | 26  | 6  | 5  | 15 | 23  | 27 | 38 | −11 | gekwalificeerd voor degradatie groep |
| 11  | AEK Kouklia               | 26  | 6  | 3  | 17 | 21  | 27 | 64 | −37 | gekwalificeerd voor degradatie groep |
| 12  | Aris Limassol             | 26  | 3  | 11 | 12 | 20  | 29 | 40 | −11 | gekwalificeerd voor degradatie groep |
| 13  | Enosis Neon Paralimni (R) | 26  | 5  | 7  | 14 | 19  | 29 | 45 | −16 | degradatie B' Kategoria 2014/15      |
| 14  | Alki Larnaca (R)          | 26  | 0  | 2  | 24 | −39 | 14 | 78 | −64 | degradatie B' Kategoria 2014/15      |

1. 1 2  APOL 2–0 APOE; APOE 2–1 APOL
2. ↑  Op 17 mei 2013 werden Nea Salamina drie punten in mindering gebracht door Cypriotische voetbalbond omdat ze niet voldeden aan de financiële criteria van UEFA.
3. ↑  Op 17 mei 2013 werden Enosis Neon Paralimni drie punten in mindering gebracht door Cypriotische voetbalbond omdat ze niet voldeden aan de financiële criteria van UEFA.
4. ↑  Op 17 mei 2013 werden Alki Larnaca drie punten in mindering gebracht door Cypriotische voetbalbond omdat ze niet voldeden aan de financiële criteria van UEFA.
Op 6 augustus 2013 werd Alki Larnaca nog eens drie punten in mindering gebracht door Cypriotische voetbalbond omdat ze opnieuw niet voldeden aan de financiële criteria van UEFA.
Op 8 november 2013 werden Alki Larnaca zes punten in mindering gebracht door Cypriotische voetbalbond omdat ze voor de derde keer niet voldeden aan de financiële criteria van UEFA.
Op 2 december 2013 werden Alki Larnaca twee punten in mindering gebracht door Cypriotische voetbalbond omdat ze niet voldeden aan de maandelijkse financiële criteria van Cypriotische voetbalbond.
Op 8 januari 2014 werden Alki Larnaca negen punten ingehouden door de Cypriotische voetbalbond omdat ze de salarissen van de scheidsrechters niet hadden betaald in drie van hun thuiswedstrijden (drie punten afgetrokken voor elke wedstrijd).
Op 15 januari 2014 werd Alki Larnaca drie punten in mindering gebracht door Cypriotische voetbalbond omdat ze opnieuw verzuimden de salarissen van de scheidsrechters te betalen in twee van hun thuiswedstrijden.
Op 31 januari 2014 werden Alki Larnaca twee punten in mindering gebracht door Cypriotische voetbalbond omdat ze voor de vierde keer niet voldeden aan de financiële criteria van UEFA.
Op 5 februari 2014 werden Alki Larnaca negen punten afgetrokken door Cypriotische voetbalbond omdat ze opnieuw verzuimden de salarissen van de scheidsrechters te betalen in drie van hun thuiswedstrijden (drie punten afgetrokken voor elke wedstrijd) .
Op 6 maart 2014 werden Alki Larnaca twee punten in mindering gebracht door Cypriotische voetbalbond omdat ze voor de vijfde keer niet voldeden aan de financiële criteria van UEFA.
Op 9 april 2014 werden Alki Larnaca twee punten in mindering gebracht door Cypriotische voetbalbond omdat ze voor de zesde keer niet voldeden aan de financiële criteria van UEFA.

### Resultaat
| Thuis \ Uit           | AEKK | AEK | AEL | ALK | ANO | APOE | APOL | ARI | DOX | ENP | ERM | ETH | NSL | OMO |
| --------------------- | ---- | --- | --- | --- | --- | ---- | ---- | --- | --- | --- | --- | --- | --- | --- |
| AEK Kouklia           |      | 2–1 | 0–4 | 2–1 | 1–5 | 1–6  | 1–3  | 2–0 | 0–0 | 2–2 | 0–1 | 0–2 | 2–0 | 0–4 |
| AEK Larnaca           | 3–1  |     | 1–2 | 6–0 | 2–1 | 1–1  | 0–2  | 2–2 | 1–2 | 2–0 | 0–0 | 2–1 | 0–1 | 0–0 |
| AEL Limassol          | 1–0  | 1–1 |     | 3–0 | 3–1 | 2–1  | 0–1  | 2–1 | 1–0 | 4–1 | 1–0 | 3–1 | 2–0 | 3–1 |
| Alki Larnaca          | 0–3  | 2–5 | 0–3 |     | 0–4 | 1–3  | 1–2  | 0–1 | 0–4 | 1–1 | 1–2 | 1–6 | 0–2 | 0–1 |
| Anorthosis Famagusta  | 2–2  | 1–1 | 0–2 | 3–1 |     | 1–2  | 3–1  | 1–0 | 1–2 | 3–2 | 0–1 | 2–1 | 1–1 | 3–1 |
| APOEL                 | 5–0  | 1–1 | 2–2 | 3–0 | 1–0 |      | 2–1  | 1–0 | 5–1 | 3–0 | 3–0 | 2–0 | 3–1 | 2–0 |
| Apollon Limassol      | 4–0  | 3–0 | 0–1 | 2–1 | 1–1 | 2–0  |      | 3–2 | 2–1 | 3–0 | 1–0 | 0–1 | 1–2 | 1–0 |
| Aris Limassol         | 4–0  | 0–3 | 1–1 | 0–0 | 2–0 | 1–3  | 0–1  |     | 2–2 | 1–1 | 3–3 | 1–1 | 0–1 | 1–1 |
| Doxa Katokopias       | 3–1  | 0–1 | 0–1 | 5–1 | 1–6 | 1–1  | 0–2  | 1–1 |     | 1–1 | 2–4 | 1–1 | 2–0 | 0–6 |
| Enosis Neon Paralimni | 2–1  | 0–1 | 1–3 | 5–0 | 4–0 | 0–3  | 0–1  | 4–1 | 1–0 |     | 0–2 | 0–0 | 0–1 | 0–3 |
| Ermis Aradippou       | 5–2  | 2–1 | 1–1 | 3–1 | 0–0 | 2–0  | 0–0  | 2–1 | 5–1 | 3–2 |     | 1–0 | 1–0 | 1–1 |
| Ethnikos Achna        | 1–2  | 0–2 | 0–2 | 2–1 | 1–2 | 0–2  | 1–3  | 2–2 | 0–3 | 1–1 | 1–2 |     | 2–0 | 1–2 |
| Nea Salamis Famagusta | 3–1  | 2–0 | 2–0 | 2–1 | 0–3 | 0–1  | 0–3  | 2–1 | 1–0 | 1–1 | 4–1 | 0–1 |     | 0–1 |
| Omonia Nicosia        | 2–1  | 1–0 | 0–0 | 5–0 | 3–2 | 0–0  | 2–4  | 1–1 | 0–0 | 4–0 | 2–2 | 1–0 | 3–0 |     |

## Tweede ronde

### Kampioengroep

#### Tabel
| Pos | Team                 | Wed | W  | G  | V  | Ptn | DV | DT | +/− | Kwalificatie                                                      |
| --- | -------------------- | --- | -- | -- | -- | --- | -- | -- | --- | ----------------------------------------------------------------- |
| 1   | APOEL (C)            | 36  | 25 | 6  | 5  | 81  | 80 | 25 | +55 | gekwalificeerd voor derde voorronde UEFA Champions League 2014/15 |
| 2   | AEL Limassol         | 36  | 25 | 6  | 5  | 81  | 68 | 29 | +39 | gekwalificeerd voor derde voorronde UEFA Champions League 2014/15 |
| 3   | Apollon Limassol     | 36  | 24 | 5  | 7  | 77  | 66 | 29 | +37 | gekwalificeerd voor playoff ronde UEFA Europa League 2014/15      |
| 4   | Ermis Aradippou      | 36  | 18 | 8  | 10 | 62  | 55 | 54 | +1  | gekwalificeerd voor derde voorronde UEFA Europa League 2014/15    |
| 5   | Omonia Nicosia       | 36  | 16 | 11 | 9  | 59  | 59 | 37 | +22 | gekwalificeerd voor tweede voorronde UEFA Europa League 2014/15   |
| 6   | Anorthosis Famagusta | 36  | 12 | 6  | 18 | 42  | 57 | 64 | −7  |                                                                   |

1. 1 2  APOEL: 7 punten ; AEL: 4 punten
2. 1 2 3  APOEL FC is een bekerwinnaar ze is gekwalificeerd voor UEFA Champions League 2014/15 en runner up Ermis is geplaatst bij top 4.

#### Resultaat
| Thuis \ Uit          | AEL | ANO | APOE | APOL | ERM | OMO |
| -------------------- | --- | --- | ---- | ---- | --- | --- |
| AEL Limassol         |     | 4–3 | 0–3  | 0–1  | 4–0 | 2–0 |
| Anorthosis Famagusta | 0–3 |     | 0–1  | 2–2  | 1–2 | 1–2 |
| APOEL                | 3–0 | 8–1 |      | 3–0  | 1–2 | 2–1 |
| Apollon Limassol     | 1–1 | 3–0 | 2–1  |      | 5–1 | 0–0 |
| Ermis Aradippou      | 0–3 | 0–2 | 1–2  | 0–4  |     | 2–1 |
| Omonia Nicosia       | 2–3 | 3–1 | 0–0  | 2–1  | 3–3 |     |

1. ↑  Cypriotische voetbalbond kende APOEL een 3-0 overwinning toe als gevolg van de blessure van APOEL's speler Kaká die werd geraakt door vuurwerk dat door AEL-fans werd gegooid. De wedstrijd werd oorspronkelijk gestaakt (op 0-0) na 52 minuten en 15 dagen later opnieuw gespeeld, eindigend met 1-0 voor APOEL. Cypriotische voetbalbond beslissing om APOEL een 3-0 overwinning toe te kennen, werd genomen zes dagen na APOEL's 1-0 overwinning in de herkansing.
2. ↑  Cypriotische voetbalbond geeft AEL een 3-0 overwinning toe als gevolg van het feit dat Ermis de niet-geschikte speler Constantinos Samaras opstelde. De wedstrijd eindigde oorspronkelijk met 2-0 voor AEL.

### degradatie groep

#### Tabel
| Pos | Team                  | Wed | W  | G  | V  | Ptn | DV | DT | +/− | Degradatie                      |
| --- | --------------------- | --- | -- | -- | -- | --- | -- | -- | --- | ------------------------------- |
| 7   | Nea Salamis Famagusta | 36  | 17 | 3  | 16 | 51  | 43 | 49 | −6  |                                 |
| 8   | AEK Larnaca           | 36  | 13 | 11 | 12 | 50  | 49 | 36 | +13 |                                 |
| 9   | Ethnikos Achna        | 36  | 12 | 8  | 16 | 44  | 48 | 45 | +3  |                                 |
| 10  | Doxa Katokopias       | 36  | 11 | 9  | 16 | 42  | 50 | 61 | −11 |                                 |
| 11  | Aris Limassol (R)     | 36  | 8  | 13 | 15 | 37  | 51 | 57 | −6  | degradatie B' Kategoria 2014/15 |
| 12  | AEK Kouklia (R)       | 36  | 6  | 5  | 25 | 23  | 34 | 94 | −60 | degradatie B' Kategoria 2014/15 |

1. ↑  Op 17 mei 2013 werd Nea Salamina drie punten in mindering gebracht door Cypriotische voetbalbond omdat ze niet voldeden aan de financiële criteria van UEFA.

#### Resultaat
| Thuis \ Uit           | AEKK | AEK | ARI | DOX | ETH | NSL |
| --------------------- | ---- | --- | --- | --- | --- | --- |
| AEK Kouklia           |      | 0–0 | 1–2 | 1–1 | 1–4 | 1–4 |
| AEK Larnaca           | 1–0  |     | 1–1 | 6–1 | 0–0 | 3–0 |
| Aris Limassol         | 7–2  | 3–1 |     | 3–1 | 1–1 | 1–2 |
| Doxa Katokopias       | 4–0  | 0–0 | 2–0 |     | 1–0 | 1–3 |
| Ethnikos Achna        | 5–0  | 2–0 | 3–0 | 3–2 |     | 1–1 |
| Nea Salamis Famagusta | 2–1  | 1–0 | 3–4 | 0–4 | 1–2 |     |

## Seizoen statistieken

### Topscores
| Rank | Speler            | Club        | Doelpunten |
| ---- | ----------------- | ----------- | ---------- |
| 1    | Gastón Sangoy     | Apollon     | 18         |
| 1    | Marco Tagbajumi   | Ermis       | 18         |
| 1    | Jorge Monteiro    | AEL         | 18         |
| 4    | André Schembri    | Omonia      | 17         |
| 5    | Thuram            | Aris        | 15         |
| 5    | Roberto Colautti  | Anorthosis  | 15         |
| 7    | Gustavo Manduca   | APOEL       | 13         |
| 7    | Orlando Sá        | AEL         | 13         |
| 9    | Tomás De Vincenti | APOEL       | 12         |
| 9    | Chidi Onyemah     | Ethnikos    | 12         |
| 9    | Fotios Papoulis   | Apollon     | 12         |
| 9    | Koullis Pavlou    | AEK Larnaca | 12         |

#### Hattricks
| #   | Speler               | Voor       | Tegen        | Resultaat | Datum             |
| --- | -------------------- | ---------- | ------------ | --------- | ----------------- |
| 1.  | Marcos De Azevedo4   | Ermis      | Doxa         | 2-4       | 21 september 2013 |
| 2.  | Gastón Sangoy        | Apollon    | Ethnikos     | 1-3       | 28 oktober 2013   |
| 3.  | Chidi Onyemah        | Ethnikos   | Alki         | 1-6       | 2 november 2013   |
| 4.  | Marco Tagbajumi      | Ermis      | Aris         | 3-3       | 30 november 2013  |
| 5.  | Esmaël Gonçalves     | APOEL      | AEK Kouklia  | 5-0       | 2 december 2013   |
| 6.  | Gonzalo García4      | Anorthosis | Doxa         | 1-6       | 18 januari 2014   |
| 7.  | Besart Ibraimi       | Enosis     | Anorthosis   | 4-0       | 9 februari 2014   |
| 8.  | Efstathios Aloneftis | APOEL      | Doxa         | 5-1       | 22 februari 2014  |
| 9.  | Jorge Monteiro       | AEL        | AEK Kouklia  | 0-4       | 19 maart 2014     |
| 10. | Hugo López           | Apollon    | Ermis        | 0-4       | 13 april 2014     |
| 11. | Thuram4              | Aris       | Nea Salamina | 3-4       | 23 april 2014     |
| 12. | Diogo Ramos          | Doxa       | Nea Salamina | 0-4       | 4 mei 2014        |
| 13. | Tomás De Vincenti    | APOEL      | Anorthosis   | 8-1       | 11 mei 2014       |
| 14. | Nikos Barboudis      | Ethnikos   | AEK Kouklia  | 5-0       | 18 mei 2014       |

- 4 Speler heeft 4 doelpunten gemaakt.

#### Doelpunten
- Eerste doelpunt van het seizoen : Robert Stambolziev voor AEK Kouklia tegen AEK Larnaca (13e min en 21 seconde, 31 augustus 2013)
- Snelste doelpunt van het seizoen : Césinha voor Ermis Aradippou tegen Nea Salamis (18 seconde, 24 november 2013)
- Laatste doelpunt van het seizoen : Roberto Colautti voor Anorthosis Famagusta tegen AC Omonia (97 min en 4 seconde, 31 augustus 2013)
- Eerste doelpunt van penalty van het seizoen : Pablo Vranjicán voor AEK Kouklia tegen AEK Larnaca (48 min en 2 seconde, 31 augustus 2013)
- Eerste eigen doelpunt van het seizoen : Diego Gaúcho voor AEL Limasol tegen APOEL FC (56 min en 21 seconde, 14 september 2013)
- Meeste doelpunt gescoord in 1 wedstrijd met 1 speler : 4 Thuram voor Aris Limasol tegen Nea Salamis (23 april 2013), Gonzalo García voor Anorthosis Famagusta tegen Doxa Katokopia (18 januari 2014), Marcos De Azevedo voor Ermis Aradippou tegen Doxa Katokopia (21 september 2013).
- Meeste doelpunten in 1 wedstrijd : 9 APOEL FC Tegen Anorthosis Famagusta (8-1, 11 mei 2014), Aris Limasol tegen AEK Kouklia (7-2, 4 mei 2014)

#### Discipline
- Eerste gele kaart van het seizoen: Nuno Assis voor AC Omonia tegen Anorthosis Famagusta (31e minuut, 31 augustus 2013)
- Eerste rood kaart van het seizoen: Ernestas Šetkus voor Nea Salamis tegen Doxa Katokopia (68e minuut, 1 september 2013)
- Meeste geel kaart in 1 wedstrijd : 9 Doxa Katokopia tegen Aris Limasol (Miloš Pavlović, Abel Pereira, Pedro Baquero, Pedrito, Leandro, Carlos Marques, Rodri, Toni, Gleison) en 5 voor Aris Limasol (Kypros Christoforou, Douglas Reis, Eduardo Pincelli, Emmanuel Okoye, Zoltán Kovács) (11 Mei 2014).
- Meeste rood kaart in 1 wedstrijd : 2 Anorthosis Famagusta tegen Nea Salamis - 1 voor Anorthosis Famagusta (Grigoris Makos) en 1 voor Nea Salamis Famagusta FC (Justin Mengolo) (9 maart 2014). AC Omonia tegen Anorthosis Famagusta -  1 voor Omonia (Anthony Scaramozzino) en 1 voor Anorthosis (Dan Alexa) (21 December 2013). Aris Limasol tegen Apollon Limasol - 1 voor Aris Limasol (Charalambos Pittakas) en 1 voor Apollon Limasol (Giorgos Merkis) (16 December 2013). Doxa Katokopia tegen APOEL FC  – 1 voor Doxa Katokopia (Richard Kingson) en 1 voor APOEL FC (Aritz Borda) (23 November 2013).

## Kampioen
| 2013/14                       |
| Cyprus                        |
| ----------------------------- |
| APOEL FC Kampioen (23° titel) |

1934/35 · 1935/36 · 1936/37 · 1937/38 · 1938/39 · 1939/40 · 1940/41 · 1941/42 · 1942/43 · 1943/44 ·  1944/45 · 1945/46 · 1946/47 · 1947/48 · 1948/49 · 1949/50 · 1950/51 · 1951/52 · 1952/53 · 1953/54 · 1954/55 · 1955/56 · 1956/57 · 1957/58 · 1958/59 ·  1959/60 · 1960/61 · 1961/62 · 1962/63 · 1963/64 · 1964/65 · 1965/66 · 1966/67 · 1967/68 · 1968/69 · 1969/70 · 1970/71 · 1971/72 · 1972/73 · 1973/74 · 1974/75 · 1975/76 · 1976/77 · 1977/78 · 1978/79 · 1979/80 · 1980/81 · 1981/82 · 1982/83 · 1983/84 · 1984/85 · 1985/86 · 1986/87 · 1987/88 · 1988/89 · 1989/90 · 1990/91 · 1991/92 · 1992/93 · 1993/94 · 1994/95 · 1995/96 · 1996/97 · 1997/98 · 1998/99 · 1999/00 · 2000/01 · 2001/02 · 2002/03 · 2003/04 · 2004/05 · 2005/06 · 2006/07 · 2007/08 · 2008/09 · 2009/10 · 2010/11 · 2011/12 · 2012/13 · 2013/14 · 2014/15 · 2015/16 · 2016/17 · 2017/18 · 2018/19 · 2019/20 · 2020/21 · 2021/22
Nationale competities:
Albanië · Andorra · Armenië · België · Bosnië en Herzegovina · Bulgarije · Cyprus · Denemarken · Duitsland · Engeland · Estland ('13 '14) · Faeröer ('13 '14) · Finland ('13 '14) · Frankrijk · Gibraltar · Griekenland · Hongarije · IJsland ('13 '14) · Ierland ('13 '14) · Israël · Italië · Kazachstan ('13 '14) · Kroatië · Letland ('13 '14) · Litouwen ('13 '14) · Luxemburg · Macedonië · Malta · Moldavië · Montenegro · Nederland · Noord-Ierland · Noorwegen ('13 '14) · Oekraïne · Oostenrijk · Polen · Portugal · Roemenië · Rusland · San Marino · Schotland · Servië · Slovenië · Slowakije · Spanje · Tsjechië · Turkije · Wales · Zweden · Zwitserland
Europese competities: Super Cup 2014 · Champions League · Europa League